# ميتسوبيشي تشالنجر

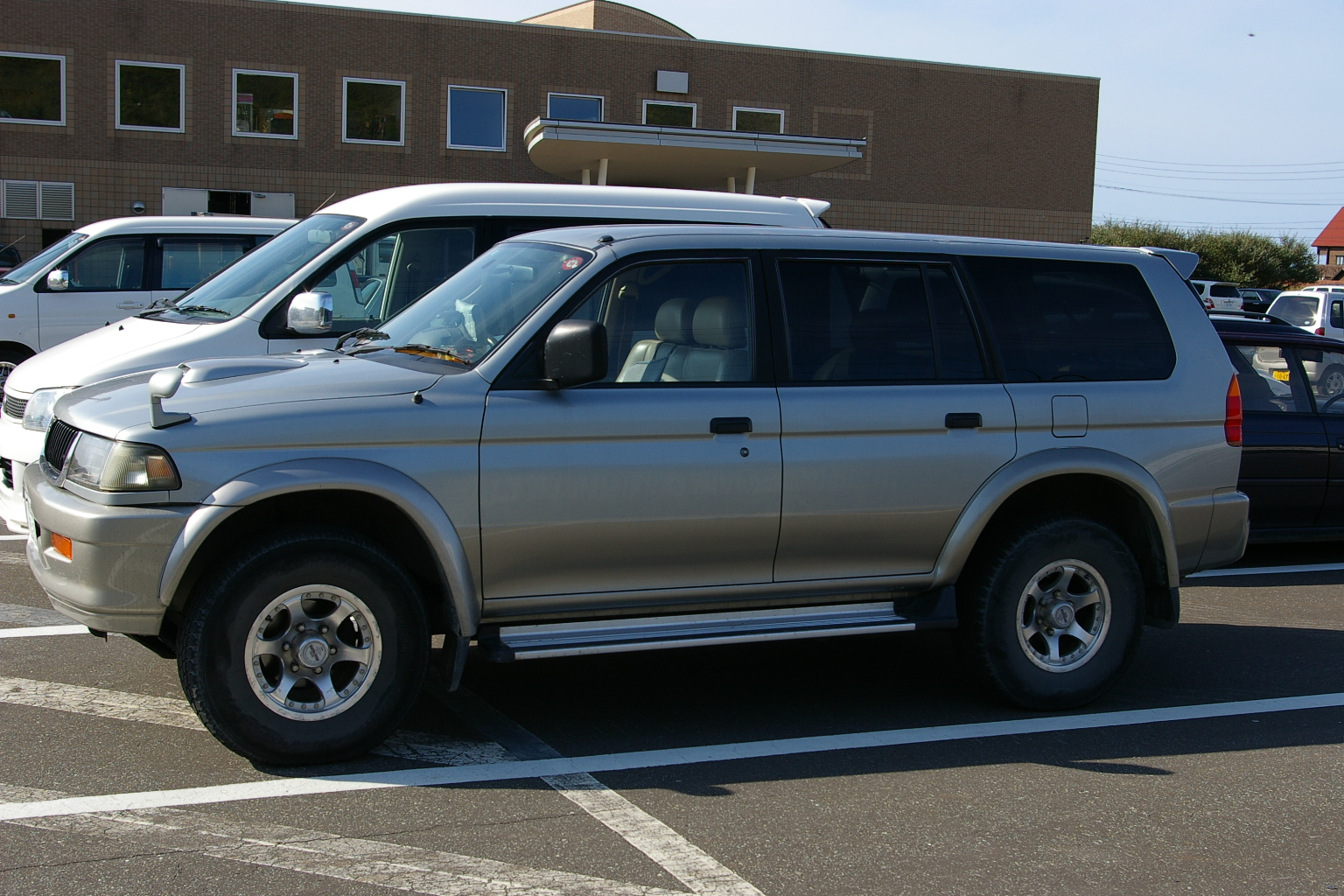
إحدى نماذج ميتسوبيشي تشالنجر

ميتسوبيشي تشالنجر (Mitsubishi Challenger)، وتسمى أيضاً ناتيفا (Nativa)، سيارة من طراز ميتسوبشي، وهي تُصنّع الآن، وهي من أجمل سيارات ميتسوبيشي، ونظامها يعتمد على الدفع الرباعي. تشبه سيارة برادو في تويوتا تقريباً، وهي أصغر من طراز باجيرو قليلاً. قوتها 3000 يتغير شكلها كل 10 أعوام تقريباً.

## معرض صور

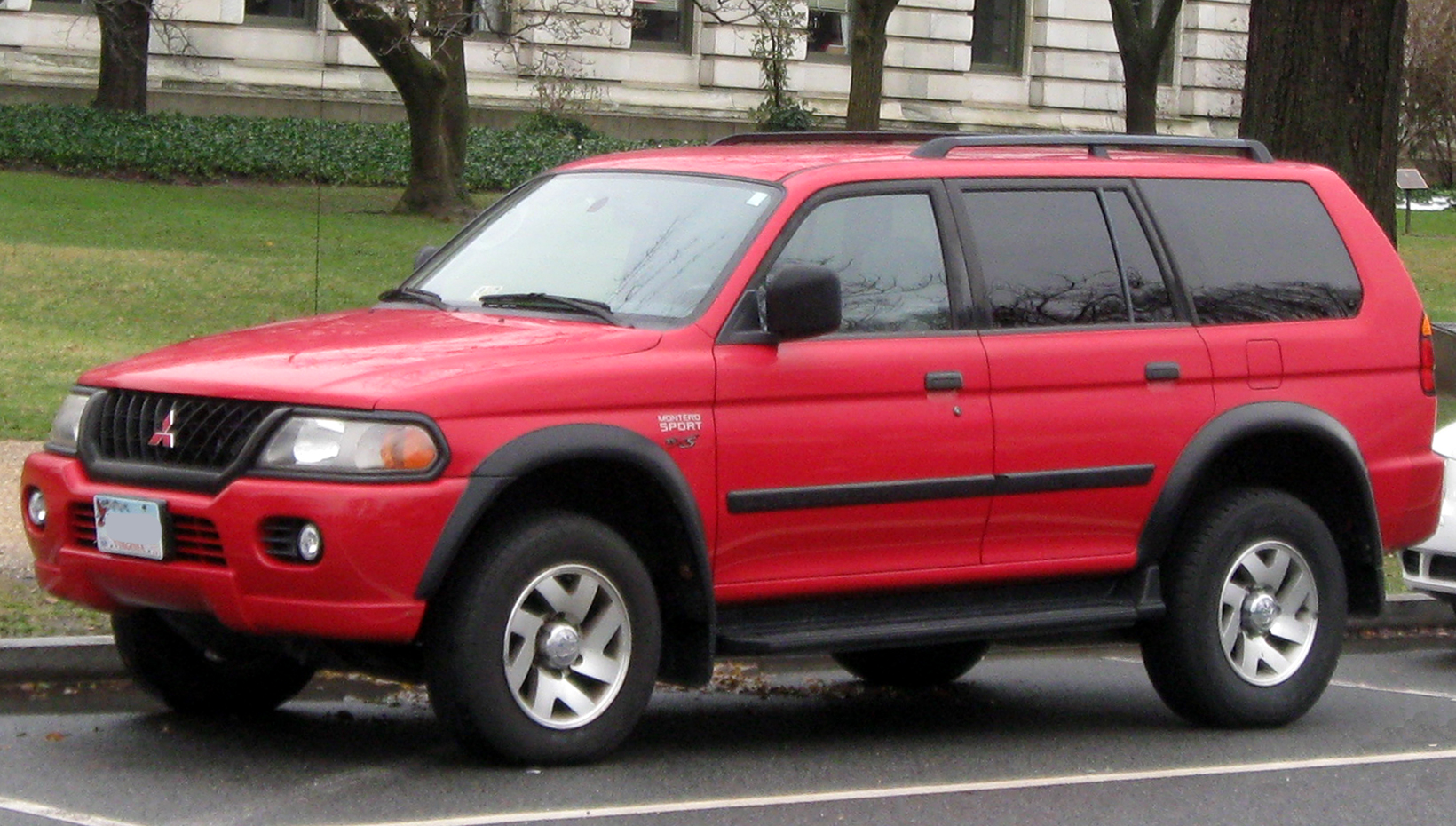
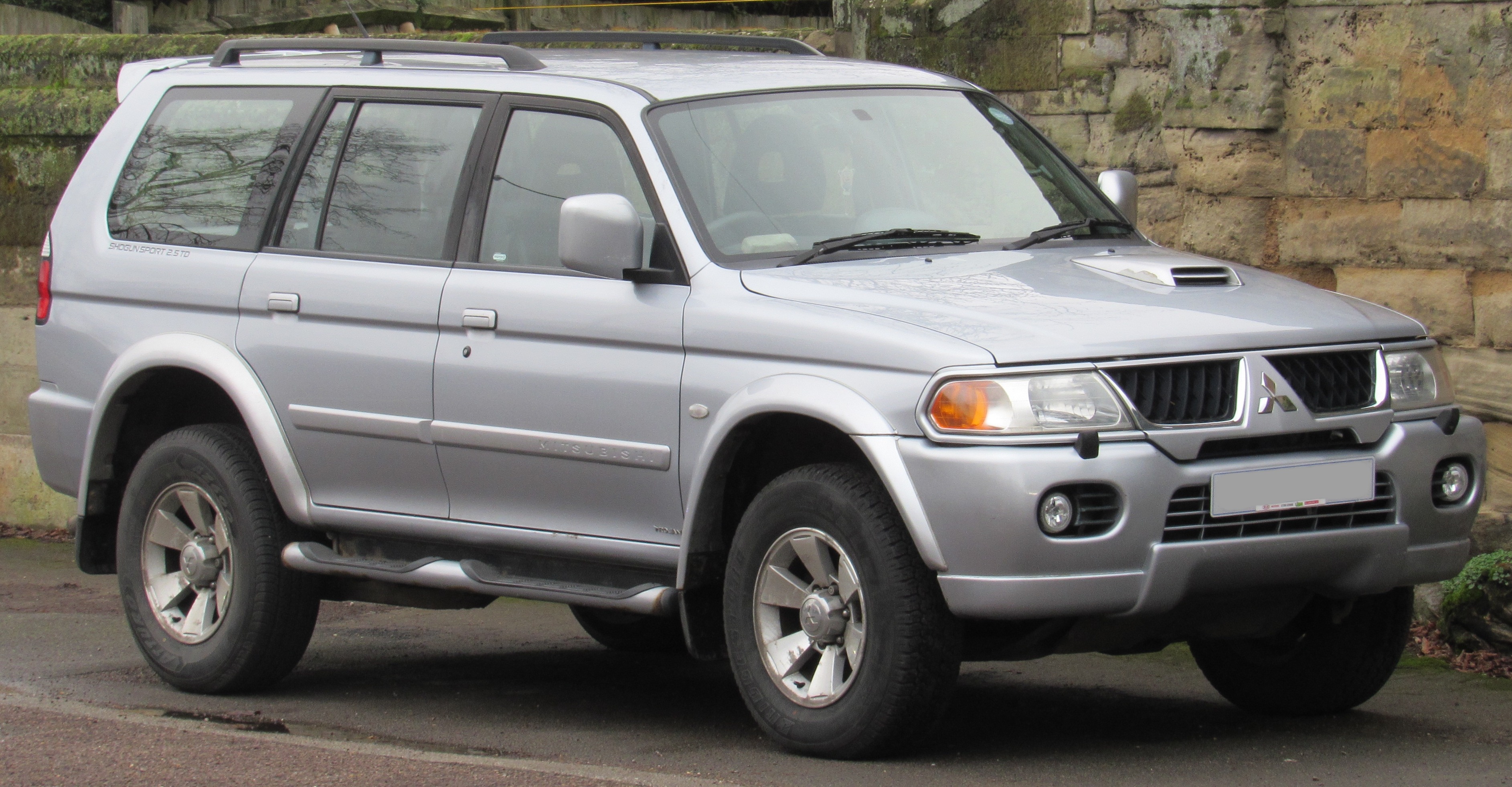
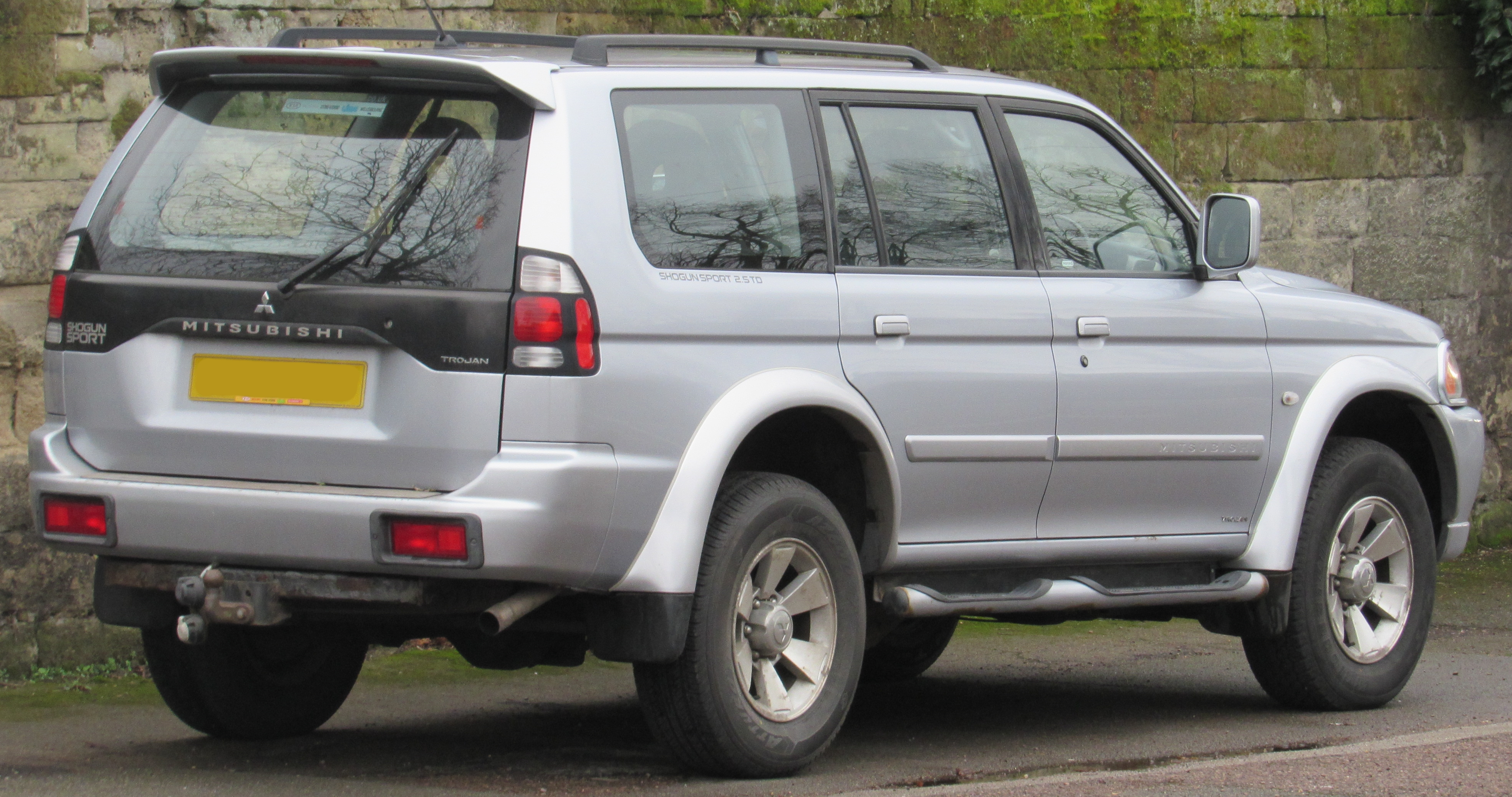
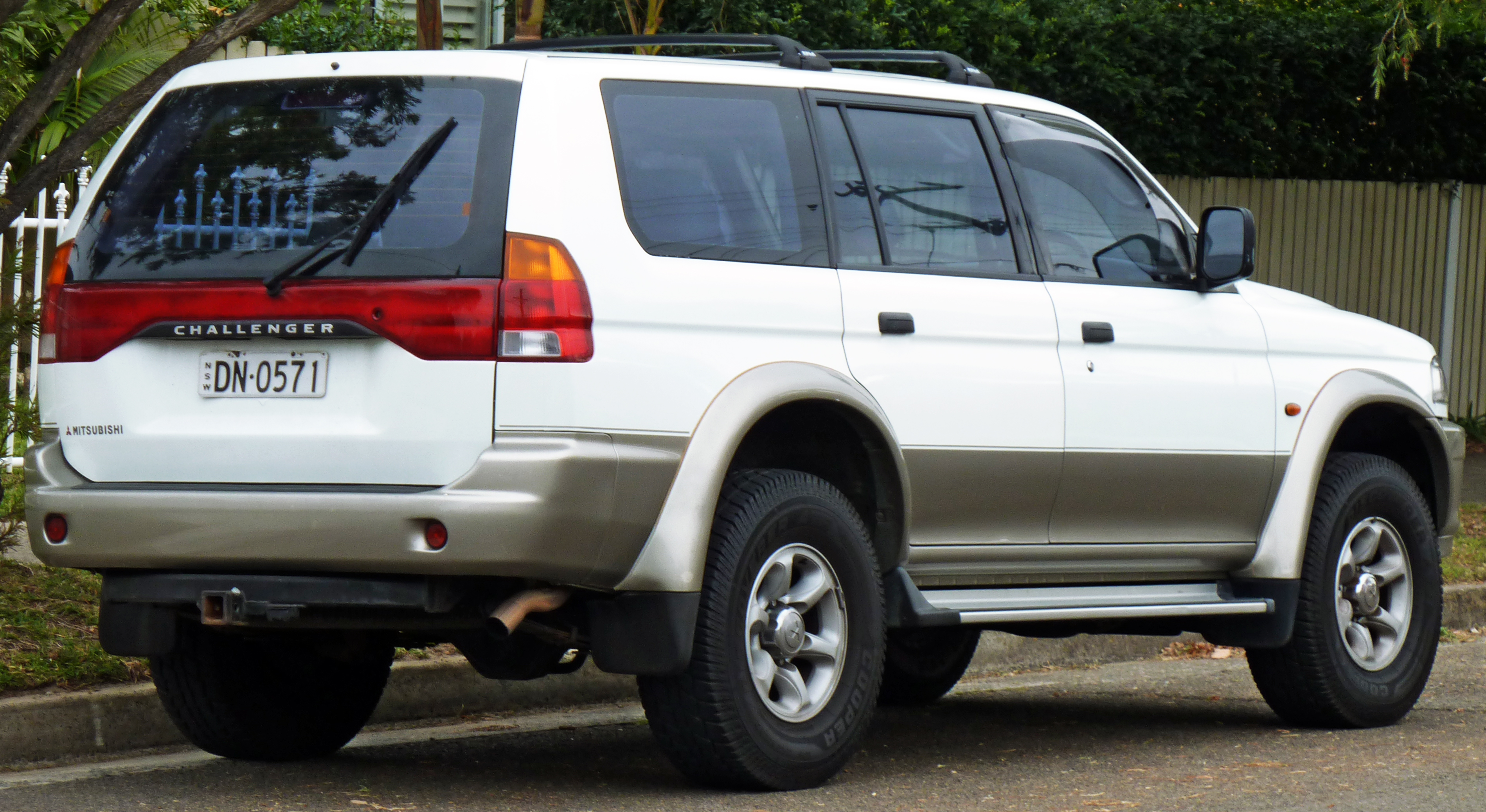